# Nina Milkina
Nina Milkina (Moskou, 27 januari 1919 - Londen, 29 november 2006) was een Britse pianiste van Russische origine.

## Levensloop
Nina Milkina was de dochter van de Joods-Russische schilder Jacob Milkin (1877-1944). Haar moeder was harpiste. In 1926 emigreerde het gezin naar Parijs.
In Parijs volgde ze de lessen bij Lev Conus (1871-1944) aan het Conservatoire de Paris. Hij had in 1921 de Sovjet-Unie verlaten. Ze volgde ook de lessen van Marguerite Long. Bij Leonid Sabaniev en bij Alexander Glazoenov, nog twee Russische emigranten, studeerde ze compositie. 
Ze was tien toen ze speelde voor Sergej Rachmaninov, elf toen ze voor het eerst in het publiek optrad met het Orchestre Lamoureux en haar eerste compositie schreef.
Tijdens de jaren dertig vestigde ze zich in Londen, in een gebouw waar ook de pianist Clifford Curzon woonde. Ze volgde verdere lessen bij pianisten en muziekpedagogen zoals Tobias Matthay en Harold Craxton.
Nina Milkina wijdde zich voornamelijk aan het vertolken van het oeuvre van Mozart. In 1938 speelde ze, onder de directie van Thomas Beecham, het Concerto voor piano nº 17 van Mozart. Tijdens de oorlog nam ze deel aan radio-uitzendingen. In 1946 vertolkte ze wekelijks werk van Mozart op Radio 3, onder meer de integrale van zijn sonates. Ze speelde ook werk van Mozart tijdens het Festival van Edinburgh.
Tijdens de Tweede Wereldoorlog gaf ze concerten in de National Gallery. Tijdens een recital in Bournemouth maakte ze kennis met Alastair Sedgwick, met wie ze in 1943 later trouwde. Ze kregen twee kinderen, in 1958 en 1960.
Ze nam ook deel aan de concerten van de Proms in de Royal Albert Hall. Tijdens de oorlog werden haar ouders, die in Frankrijk waren gebleven, gedeporteerd en vermoord door de nazi's.
Naast dat van Mozart, was Milikna ook een groot vertolkster van het werk van Chopin.
In 1990 had ze een laatste groot optreden in de Queen Elizabeth Hall waar ze het Pianoconcerto nº 27 van Mozart vertolkte. Het jaar daarop werd ze door kanker getroffen en maakte dit een einde aan haar carrière. Ze was toen nog enkele jaren actief als lerares.

## Werken als componiste
- My Toys (1932) OCLC 786250672
- Two Fairy Tales (1932) opgedragen aan Tobias Matthay en Lev Conus OCLC 786250694.
- Fête du Village (1932) OCLC 155806318
- Valse Caprice (1934) OCLC 786251452
- Marche-Burlesque (1933; ed. 1934) opgedragen aan Henri Büsser OCLC 786251441.
- Sonatine (1939)

## Platenopnamen
Nina Milkana heeft heel wat platenopnamen gerealiseerd, met werken van Mozart, Domenico Scarlatti, Frederic Chopin en Carl Philipp Emanuel Bach.